# Arrondissement Lovaň
Arrondissement Lovaň (nizozemsky: Arrondissement Leuven; francouzsky: Arrondissement de Louvain) je jeden ze dvou arrondissementů (okresů) v provincii Vlámský Brabant v Belgii.
Jedná se o politický a zároveň soudní okres.

## Historie
Před rokem 1995 byl okres Lovaň součástí provincie Brabant

## Obyvatelstvo
Počet obyvatel k 1. lednu 2017 činil 502 602 obyvatel. Rozloha okresu činí 1 168,83 km².

## Obce
Okres Lovaň sestává z těchto obcí:
- Aarschot
- Begijnendijk
- Bekkevoort
- Bertem
- Bierbeek
- Boortmeerbeek
- Boutersem
- Diest
- Geetbets
- Glabbeek
- Haacht
- Herent
- Hoegaarden
- Holsbeek
- Huldenberg
- Keerbergen
- Kortenaken
- Kortenberg
- Landen
- Lovaň
- Linter
- Lubbeek
- Oud-Heverlee
- Rotselaar
- Scherpenheuvel-Zichem
- Tervuren
- Tielt-Winge
- Tienen
- Tremelo
- Zoutleeuw